# راؤول دانزابي
راؤول دانزابي ساندا (مواليد 18 يوليو 2004) هو لاعب كرة قدم كاميروني يلعب حالياً مع نادي قطر في دوري نجوم قطر كلاعب وسط.